# Microregione di Cascavel (Paraná)
Cascavel è una microregione del Paraná in Brasile, appartenente alla mesoregione di Oeste Paranaense.

## Comuni
È suddivisa in 18 comuni:
- Anahy
- Boa Vista da Aparecida
- Braganey
- Cafelândia
- Campo Bonito
- Capitão Leônidas Marques
- Cascavel
- Catanduvas
- Corbélia
- Diamante do Sul
- Guaraniaçu
- Ibema
- Iguatu
- Lindoeste
- Nova Aurora
- Santa Lúcia
- Santa Tereza do Oeste
- Três Barras do Paraná